# Kazimierz Henryk Podoski

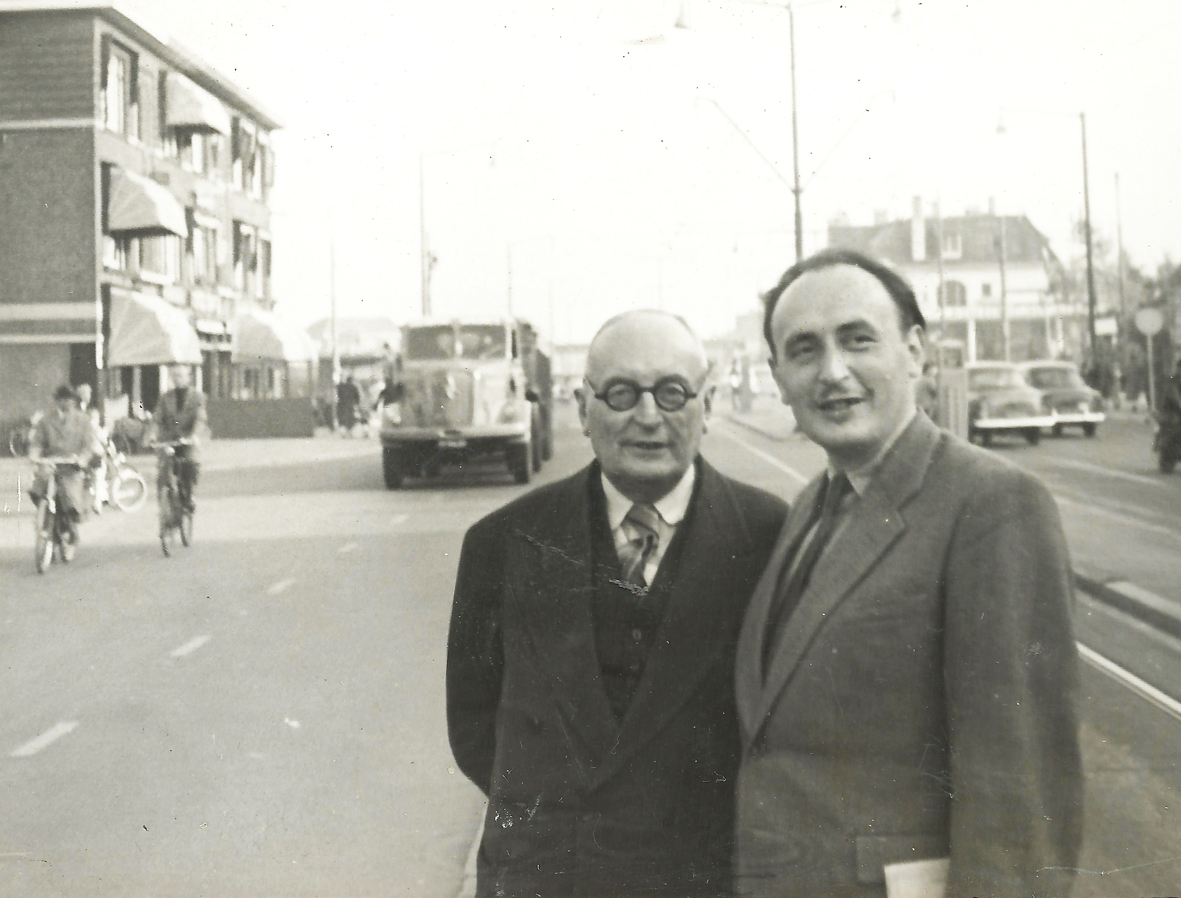
Bohdan i Kazimierz Podoscy, Haga, Holandia 1957 r.

Kazimierz Henryk Podoski h. Junosza ur. 15 lipca 1923 w Wilnie (formalnie w Warszawie), zm. 22 lipca 1995 w Gdańsku – polski ekonomista, politolog, profesor zwyczajny Wydziału Nauk Społecznych Uniwersytetu Gdańskiego, twórca gdańskiej politologii, wieloletni dyrektor Instytutu Nauk Politycznych i Katedry Politologi Stosowanej, prorektor Wyższej Szkoły Pedagogicznej w Gdańsku, prodziekan Wydziału Humanistycznego Uniwersytetu Gdańskiego. Zajmował się problematyką planowania i polityki gospodarczej. Odznaczony Krzyżem oficerskim Orderu Odrodzenia Polski, Medalem Komisji Edukacji Narodowej i wieloma innymi odznaczeniami.

## Życiorys
Urodził się 15 lipca 1923 w Wilnie, jako syn Bohdana Czesława Karola Podoskiego (ur. 1984 w Łosicach, zm. 1986 w Londynie) polskiego prawnika, polityka, posła i Wicemarszałka Sejmu, działacza państwowego II Rzeczypospolitej oraz Marii Julii z Ciecierskich (ur. 1899 w majątku Holidów na wileńszczyźnie, zm. 1965 w Gdańsku) z wykształcenia muzyk.
Do 10 roku życia mieszkał w Wilnie, w 1933 roku przeniósł się z rodzicami do Warszawy. W latach 1935–1939 był uczniem I Państwowego Gimnazjum i Liceum im. Stefana Batorego. 5 września 1939 ojciec otrzymał nakaz ewakuacji z Warszawy i rodzina przeniosła się do Wilna, które pomiędzy październikiem 1939 a czerwcem 1940 znajdowało się pod okupacją litewską. Tam kontynuował naukę w liceum OO. Jezuitów. Po okupacji Litwy przez Armię Czerwoną 15 czerwca 1940 i aneksji państwa litewskiego przez ZSRR (3 sierpnia 1940) ojciec został aresztowany 26 września 1940 przez NKWD, więziony na Łukiszkach i w Moskwie, skazany administracyjnie na osiem lat łagru, od lipca 1941 w łagrze nad Peczorą, zwolniony we wrześniu 1941 w wyniku układu Sikorski-Majski. Liceum jezuitów przekształcono w IX Wileńską Szkołę Średnią, gdzie w czerwcu 1941 Kazimierz zdał maturę. W czasie nauki przejawiał wyjątkowe zdolności matematyczne.
Po wybuchu wojny niemiecko-sowieckiej od lata 1941 do początku 1945 pracował jako przymusowy pracownik fizyczny (na kolei i przy wyrębie lasów). W  tym czasie jednocześnie zaprzysiężony AK, działał w grupie wywiadu głębokiego w stopniu kaprala podchorążego. Jego zadaniem była m.in. obserwacja ruchu niemieckich pociągów, ich załadowania i obranej trasy w miejscowości Wierzbołów oraz obserwacja robót budowlanych o charakterze wojskowym.
9 maja 1945 roku udał się do Warszawy, ale mieszkania rodziny i krewnych leżały w zgliszczach. Następnie do Olsztyna, gdzie w czerwcu 1945 podjął pracę w Wojewódzkim Oddziale Państwowego Urzędu Repatriacyjnego i równolegle studiował na Uniwersytecie Mikołaja Kopernika w Toruniu.
Od 1945 żonaty z Marią, z domu Statkiewicz (ur. 15 marca 1923 w Nowych Świecianach k. Wilna, zm. 15 lipca 2002 w Gdańsku). Troje dzieci: Elżbieta, Tadeusz i Bogdan.
Kazimierz Podoski został pochowany na Cmentarzu Srebrzysko w Gdańsku (rejon V, taras IX, rząd 1).

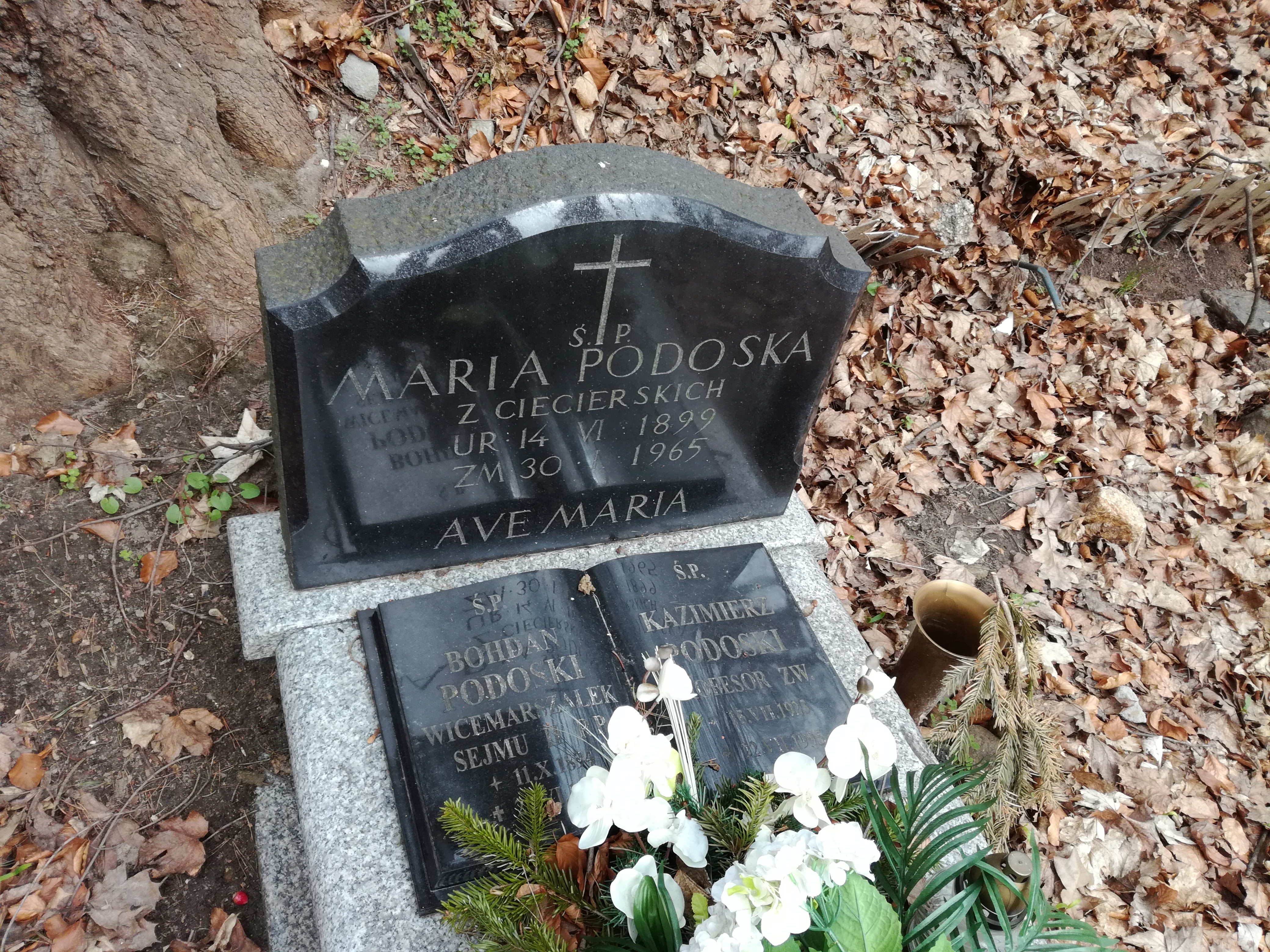
Grób prof. Kazimierza Podoskiego na cmentarzu Srebrzysko

## Kariera zawodowa i praca naukowa
Studia ukończył w czerwcu 1949 uzyskując stopień magistra praw na Wydziale Prawno-Ekonomicznym Uniwersytu Mikołaja Kopernika w Toruniu. Od listopada 1949 pracownik Wojewódzkiej Komisji Planowania Gospodarczego Prezydium Wojewódzkiej Rady Narodowej. W 1955 przeprowadza się do Gdańska i podejmuje pracę w Wojewódzkiej Komisji Planowania Gospodarczego w Gdańsku na stanowisku zastępcy przewodniczącego, a od 1960 przewodniczącego.
W 1955 zgłosił się na egzamin konkursowy na studia doktoranckie do Wyższej Szkoły Ekonomicznej w Poznaniu. Po wygraniu konkursu został skierowany do Szkoły Głównej Planowania i Statystyki w Warszawie. W grudniu 1959 obronił pracę doktorską pt. Stan i perspektywy małych miast w województwie gdańskim.

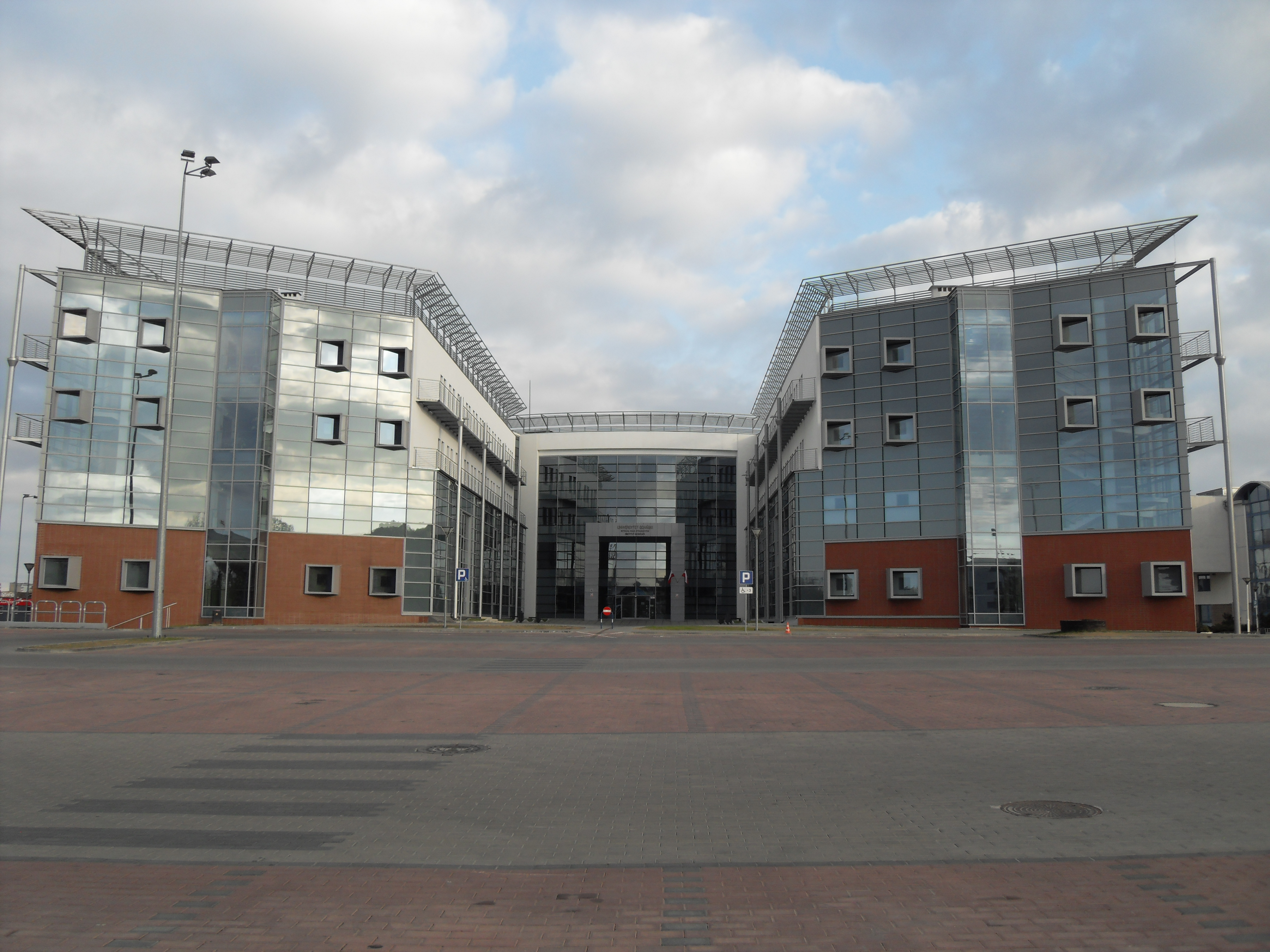
Uniwersytet Gdański Wydział Nauk Społecznych, 2011

W dniach 23 września-11 października 1957 odbył wraz z dwoma współpracownikami z Komisji służbową podróż do Holandii, w celu zapoznania się z zagospodarowaniem terenów depresyjnych. Tam spotkał się po raz pierwszy od 1941 z ojcem Bohdanem Podoskim. Spotkanie to stało się przyczyną udzielenia nagany oraz zwolnienia z pracy w 1963.
W 1959 podjął pracę w Wyższej Szkole Pedagogicznej w Gdańsku, początkowo na stanowisku starszego asystenta, później adiunkta. W 1964 uzyskał stopień docenta (doktora habilitowanego) nauk ekonomicznych na Wydziale Ekonomiki Produkcji w Szkole Głównej Planowania i Statystyki w Warszawie. W 1965 powołany na stanowisko kierownika Zakładu Ekonomii Politycznej oraz równolegle kierownika Studium Nauk Politycznych. Był organizatorem obu komórek.
W latach 1966–1967 pełnił funkcję prodziekana Wydziału Humanistycznego Uniwersytetu Gdańskiego, a w latach 1967-1970 prorektora uczelni.
Po utworzeniu w 1970 Uniwersytetu Gdańskiego objął stanowisko dyrektora Nauk Politycznych na Wydziale Humanistycznym. Pełnił je 22 lata do 31 lipca 1992, a 1 sierpnia 1992 został powołany na kierownika Katedry Politologi Stosowanej Wydziału Nauk Społecznych Uniwersytetu Gdańskiego.
W ramach Instytutu Nauk Politycznych pełnił też w różnym czasie funkcję kierownika działów: Polityki Społeczno-Gospodarczej i Teorii Polityki.

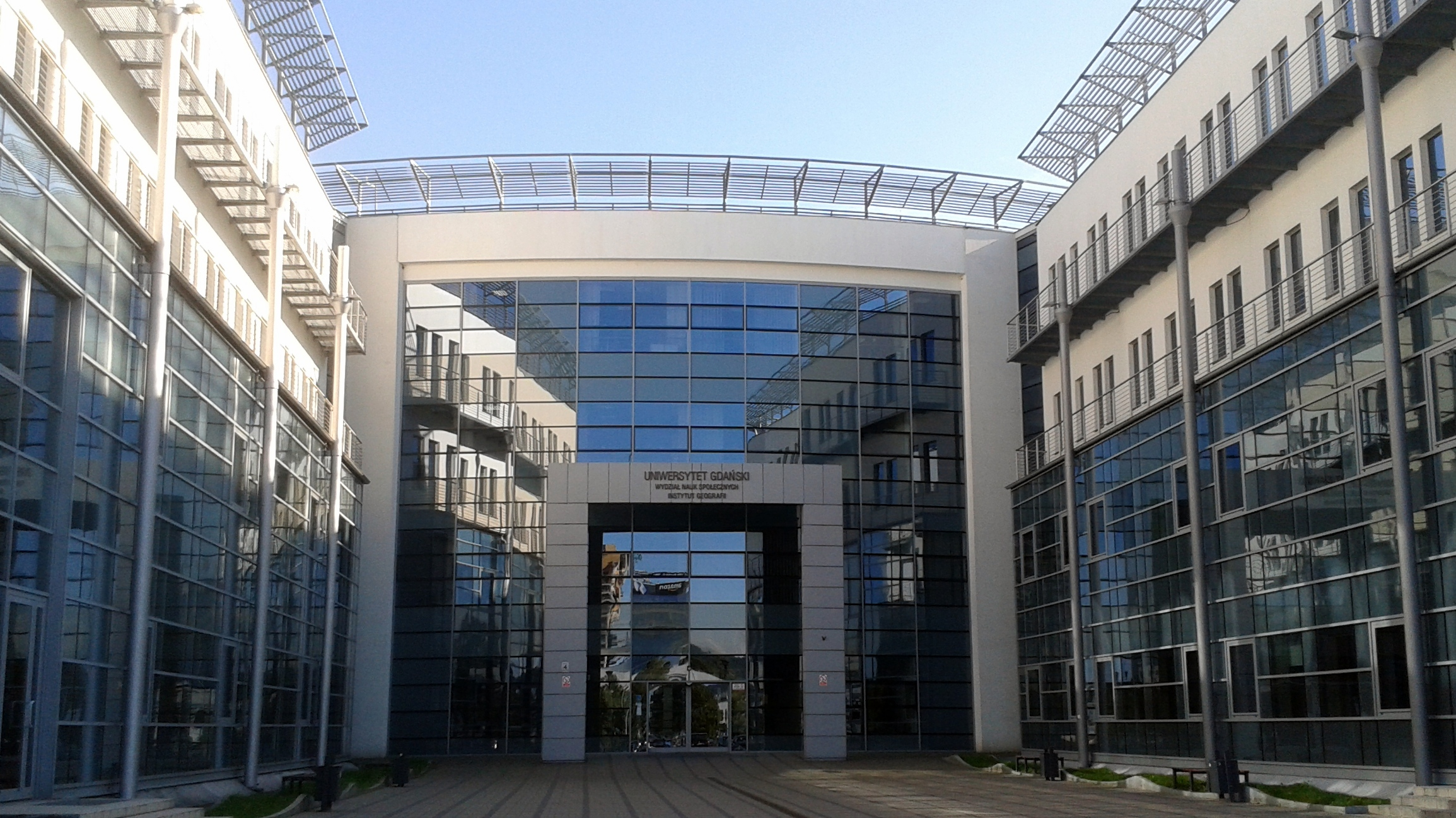
Wydział Nauk Społecznych Uniwersytetu Gdańskiego, 2016

10 lipca 1970, uchwałą Rady Państwa otrzymał tytuł profesora nadzwyczajnego nauk ekonomicznych, a 1 sierpnia 1970 został mianowany profesorem nadzwyczajnym Uniwersytetu Gdańskiego. Należał do grona pierwszych nominowanych profesorów na Uniwersytecie Gdańskim.
Instytut Nauk Politycznych UG należał do wyróżniających się placówek tego typu w kraju, aktywnie uczestniczył w kształtowaniu życia politologicznego, był także koordynatorem badań o zasięgu krajowym i międzynarodowym, a także organizatorem licznych sympozjów, kongresów i konferencji także o zasięgu zagranicznym (zwłaszcza z badań dot. organizacji i zarządzania oświatą).
W latach 1973–1975 równolegle pełni funkcję prodziekana Wydziału Humanistycznego. W latach osiemdziesiątych był członkiem senatu Uniwersytetu Gdańskiego.
Pracując na UG prowadził również zajęcia dydaktyczne w innych placówkach edukacyjnych (m.in. w: Wyższej Szkole Pedagogicznej w Bydgoszczy latach 1981-1990  oraz Ośrodku Doskonalenia Nauczycieli w Bydgoszczy w latach 1986-1990 .)
Profesor prowadził bardzo aktywną działalność pedagogiczną. Wypromował 67 doktorów, 446 magistrów, 261 dyplomantów. Zrecenzował: 30 prac habilitacyjnych, 95 rozpraw doktorskich, 303 prace magisterskie. Przygotował 15 wniosków nadania tytułu profesora. Był powołany jako referent w Centralnej Komisji Kwalifikacyjnej przy Prezesie Rady Ministrów.
Wieloletni członek Prezydium, Zastępca Przewodniczącego Komitetu Nauki o Pracy i Polityki Społecznej PAN, członek komitetu Nauk Politycznych PAN, wieloletni członek Rady Naukowej Instytutu Nauk Pedagogicznych Instytutu Pracy i Polityki Społecznej w Warszawie.

## Główne kierunki badań naukowych
- problemy planowania przestrzennego (kształtowanie sieci osadniczej) w ramach polityki i planowania społeczno-ekonomicznego
- polityka i organizacja i oświaty i jej zarządzanie
- polityka i planowanie społeczne (łącznie z prognozowaniem w tej dziedzinie i badaniami porównawczymi w Polsce i wysoko rozwiniętymi krajami zachodnimi)
- zagadnienia teorii polityki

Rezultaty wieloletnich badań Kazimierza Podoskiego to ok. 980 publikacji naukowych.

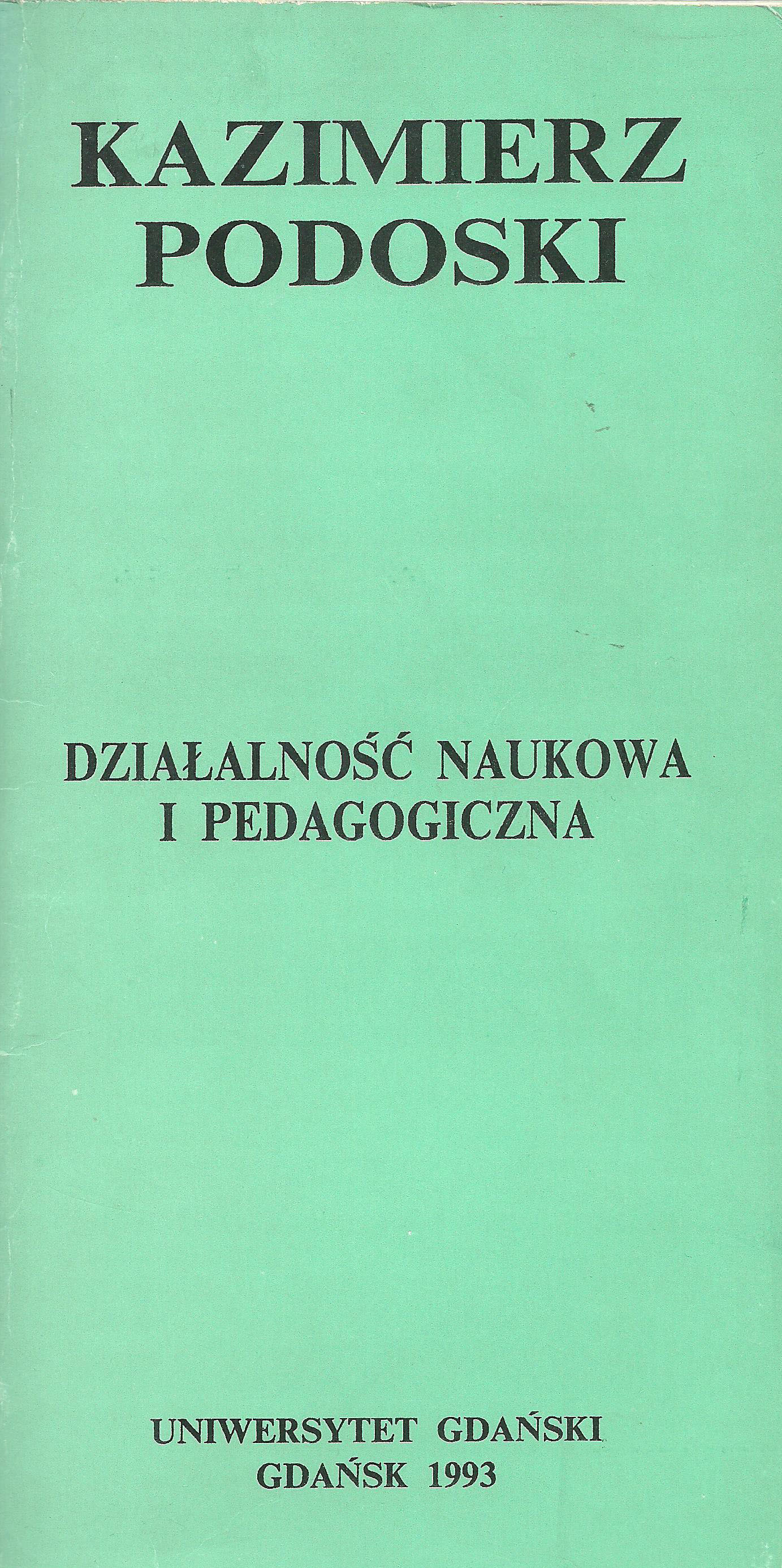
Okładka książki: „Kazimierz Podoski – działalność naukowa i pedagogiczna”. Autor:Andrzej Chodubski. Wydawca: Uniwersytet Gdański. Wydział Nauk Społecznych (1993)

W l. 1990-1993 był koordynatorem II stopnia i wykonawcą tematów wielozadaniowych w ramach badań centralnie sterowanych. Kierował realizacją 8 tematów wykonywanych przez różne uczelnie i jednostki naukowo-badawcze.

## Współpraca zagraniczna
Utrzymywał bogate kontakty międzynarodowe, które ułatwiała mu biegła znajomość kilku języków obcych, a zwłaszcza francuskiego, niemieckiego i rosyjskiego.
Odbył ok. 70 podróży zagranicznych jako aktywny uczestnik sympozjów, kongresów i konferencji.
Kilkukrotnie prowadził wykłady z zakresu ekonomiki kształcenia na uczelniach francuskich, m.in. w Dijon i Paryżu, na uczelniach niemieckich: w Bremie, Duisburgu i Wupperalu. Brał udział w kongresach w Montrealu, Edynburgu czy Moskwie. Uczestniczył jako ekspert w seminariach z zakresu planowania i polityki oświaty organizowanych w ramach prac Międzynarodowego Instytutu Planowania Oświaty UNESCO.
W kontaktach zagranicznych prof.Kazimierza Podoskiego wyraźnie znaczyła się wymiana doświadczeń badawczych z zakresu polityki oświatowej oraz planowania i ekonomiki kształcenia.1 października 1993 rozpoczął okres emerytalny.